# ليام ماكمورو
ليام ماكمورو (بالإنجليزية: Liam McMorrow)‏ مواليد 22 يوليو 1987 في فانكوفر، هو لاعب كرة سلة كندي معتزل. يبلغ طوله 7 قدم 2 بوصة (2.2 م). لعب كرة السلة الجامعية في جامعة ماركيت.

## المسيرة الاحترافية
لعب مع آيوا إنرجي في موسم 2012–2013، ثم لعب مع هاليفاكس رينمين في موسم 2014–2015، ثم لعب مع باراكو بول إنرجي في سنة 2015، ثم لعب مع جيانغسو منكي كينج في الدوري الصيني في سنة 2015.

## روابط خارجية
- ليام ماكمورو على موقع دوري السوبر التايواني لكرة السلة (الصينية)
- ليام ماكمورو على موقع سبورتس رفرنس (الإنجليزية)
- ليام ماكمورو على موقع كرة السلة الأوروبية.كوم (الإنجليزية)
- ليام ماكمورو على موقع كلية كرة السلة في سبورتس رفرنس.كوم (الإنجليزية)
- ليام ماكمورو على موقع ريلجم (الإنجليزية)
- ليام ماكمورو على موقع بروبوليرز (الإنجليزية)
- ليام ماكمورو على موقع سبورتس رفرنس (الإنجليزية)
- ليام ماكمورو على موقع سبورتس رفرنس (الإنجليزية)